# Grigori Alexandrowitsch Wilkowyski

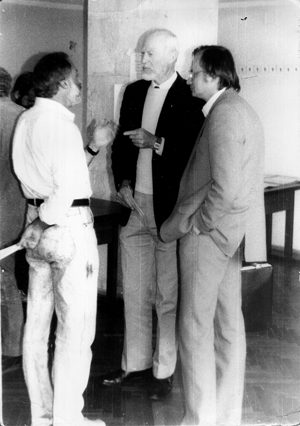
Wilkowyski (links) mit Bryce S. DeWitt (Mitte) und Andrei O. Barvinsky (rechts) auf dem Seminar für Quantengravitation in Moskau 1990

 Grigori Alexandrowitsch Wilkowyski (russisch Григорий Александрович Вилковыский, englische Transkription Vilkovisky; * 1946) ist ein russischer theoretischer Physiker, der sich mit Quantenfeldtheorie befasst.
Er ist leitender Wissenschaftler am Labor für Hochenergie-Elektronen des Lebedew-Instituts in Moskau.
1995 erhielt er mit Igor Anatoljewitsch Batalin den Tamm-Preis für ihre Entwicklung eines allgemeinen Formalismus für die Quantisierung von Eichfeldtheorien (Batalin-Vilkovisky-Formalismus oder BV-Formalismus, manchmal auch zusätzlich nach Jefim Samoilowitsch Fradkin BFV). Danach sind auch Batalin-Vilkovisky-Algebren benannt.

## Schriften (Auswahl)
- mit I. A. Batalin: Gauge Algebra and Quantization. In: Phys. Lett. B. Band 102, 1981, S. 27–31.
- mit I. A. Batalin: Quantization of Gauge Theories with Linearly Dependent Generators. In: Physical Review D. Band 28, 1983, S. 2567–2582.